# I Don't Wanna Know Why the Caged Bird Sings
I Don't Wanna Know Why the Caged Bird Sings, llamado Una mediamañana de perros en Hispanoamérica y No sé por qué canta el pájaro enjaulado en España, es un episodio perteneciente a la decimonovena temporada de la serie animada Los Simpson, estrenado originalmente el 14 de octubre de 2007 en Estados Unidos, el 15 de junio de 2008 en Hispanoamérica y en España el 12 de julio de 2009. El episodio fue escrito por Dana Gould y dirigido por Bob Anderson. Steve Buscemi fue la estrella invitada, interpretando a Dwight. En este episodio, Marge es tomada como rehén por un tétrico ladrón que espera que ella lo visite.

## Sinopsis
El episodio comienza cuando Homer llega a su habitación y encuentra a Marge peinándole el pelo a Bart, ya que a Lisa le darían el premio de "Estudiante del Milenio". Y durante la conversación, Marge se da cuenta de lo irresponsable que es Homer con sus hijos. Por lo cual, Homer promete ir al evento de Lisa aunque Homer llega horas antes al evento en compañía de su hija Maggie.
Sin embargo, Marge queda de rehén en un asalto en el cual, uno de los dos asaltantes se pone nervioso. Y en un tic nervioso, dispara hacia todos lados y accidentalmente dispara a Gil. Por esa razón, se asusta y escapa quedando un solo ladrón. Este ladrón se llama Dwight el cual en su impotencia y desesperación, por accidente, también le dispara a Jasper pero solo le causa una pequeña herida. Pero Marge le promete a Dwight que iría a visitarlo a la cárcel siempre y cuando se entregase. A lo cual, Dwight accede. Aunque Marge cambia de parecer cuando él es detenido y le hace recordar lo que prometió. Marge tiene mucho miedo de ir a visitarlo por si llegara a hacerle algo y cuando se supone que lo iba a visitar, busca excusas para no ir (como decidir que no es bueno ir sin una tarta de manzana y que tampoco es bueno ir sin una tarta para todos los prisioneros), y esta excusa deja de serlo cuando Marge nota que ya es tarde para las visitas en la cárcel por lo que tira las manzanas al suelo, haciendo de su excusa, algo inútil.
Enojado, Dwight escapa de la cárcel y empieza a seguir a Marge por todas partes para dispararle. Finalmente, la atrapa, la toma de rehén y la obliga a ir a un parque temático. Dwight confiesa que allí lo abandonó su madre cuando era niño, y le pide a Marge que pasen el día como madre e hijo. El jefe Wiggum trata de atrapar a Dwight, pero queda atascado entre los dos barcos de una de las atracciones. Marge le pide a Dwight que haga algo, a lo que Dwight empuja al jefe y lo salva, pero se cae entre los engranajes del juego y por poco muere.
Ya en la cárcel, perdona a Marge por no haberlo ido a visitar, a lo que Dwight le obsequia un detalle e intenta que Marge use el regalo y coopere para matar a los guardias y salir de la cárcel, pero Marge se niega y él dice que está bien y que puede conservar el regalo que hizo para ella.

## Referencias culturales

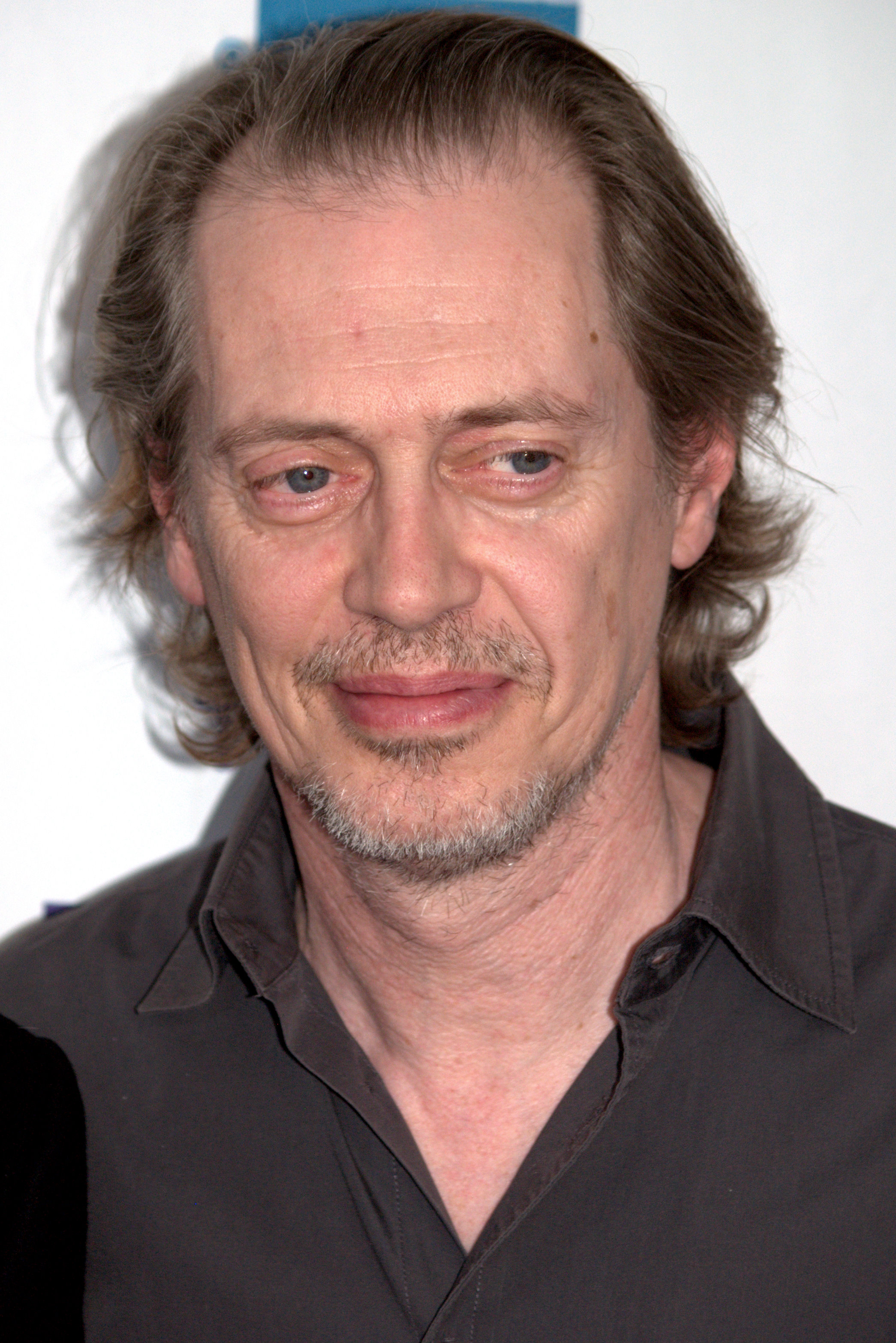
Los ojos saltones de Dwight hacen referencia a los ojos grandes del actor que lo interpreta, Steve Buscemi.